# Petrus Waldo

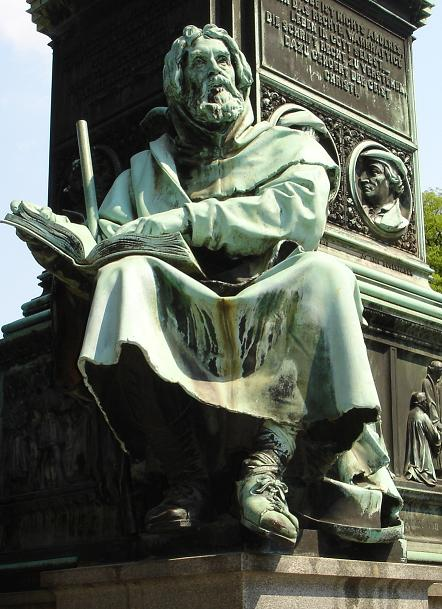
Petrus Valdez. Standbeeld uit 1868 in Worms, Duitsland

Petrus Waldo, Valdo, Valdez of Waldes (ca. 1140 – ca. 1218), ook Pierre Vaudès of de Vaux was eerst koopman in Lyon en later oprichter van een van de middeleeuwse armoedebewegingen. Hij gaf zijn bezit op en ging prediken. Zijn volgelingen werden waldenzen genoemd.

## Biografie
Men noemt hem Petrus Valdus (Latijn) of Pierre Waldes (Frans)  of Waldo (Italiaans); hij zou geboren zijn rond 1140 en overleden een jaar of bijna tachtig later. Zeker is dat niet, want hij en zijn volgelingen lagen immer onder vuur van de gevestigde orde en daarom gingen ze voortdurend ondergronds. Zelfs zijn voornaam is in feite onbekend: men heeft hem achteraf vernoemd naar Petrus, de veronderstelde stichter van de Kerk (Mat. 16:18). 
Het verhaal gaat dat Petrus of Pierre tijdens een bezoek aan een jaarmarkt  een minstreel het Alexiuslied hoorde voordragen. Het Alexiuslied is een middeleeuwse ballade over Alexius van Edessa (begin 5e eeuw), een rijke koopmanszoon die op de dag na zijn huwelijk zijn bezittingen weggaf en zijn familie verliet voor een leven in ontbering en aanbidding. In tegenstelling tot zijn grote voorbeeld ging echter Petrus niet alleen biddend en bedelend langs ’s-Heeren wegen, maar zelfs lezend en prekend. 
Petrus Waldes kon als telg uit een rijke koopmansfamilie wel lezen en schrijven, maar hij beheerste geen Latijn. Daarom liet hij een hem bekend priester grote delen van de Bijbel vertalen in het Occitaans, de spreektaal van zijn omgeving – evangelieteksten, brieven, handelingen – en stuurde hij zijn getrouwen twee aan twee uit om het Evangelie te verkondigen in de volkstaal. Aanvankelijk werden ze beschouwd als bedelorde of onschuldige lekenbeweging; zolang ze de voorgegeven geloofsbelijdenissen onderschreven bleven de ergste vervolgingen hen bespaard. Paus Alexander III ( - 1181) had wel wat anders te doen. De machtsstrijd tussen kerk en adel woedde hevig. Dat veranderde met het aantreden  - na een instabiele periode van korte pontificaten – van paus Innocentius III (1198-1216). Die bond de strijd aan met al wat hij als ketterij beschouwde en dat was veel. Het zuiden van Frankrijk is in de eerste jaren van de 13e eeuw het toneel geweest van wellicht de bloedigste ketterjacht ooit. Juist het autoritaire optreden van Innocentius III riep bij de waldenzen weerstand op, indachtig Mat. 23: 8b-10: "Een is uw Meester, namelijk Christus; en gij zijt allen broeders. 9 En gij zult niemand uw vader noemen op de aarde; want Een is uw Vader, namelijk Die in de hemelen is. 10 Noch zult gij meesters genoemd worden; want Een is uw Meester, namelijk Christus”. En dus zwoeren zij geen eden (Jac 7:12) en erkenden zij als sacramenten slechts doop, avondmaal en biecht.
De bloedige vervolgingen verdreven de waldenzen voorgoed uit Frankrijk. Een aantal van hen week uit naar hooggelegen gebieden in de Italiaanse Alpen (o.a. Torre Pellice, het geestelijk centrum) waar ze zich hebben weten te handhaven, ondanks wisselende regimes en epidemieën. Toen de techniek het toeliet, zwierven ze uit naar de Nieuwe Wereld waar ze tal van gemeenschappen hebben gesticht, al dan niet geassocieerd met andere protestantse stromingen.
Het gedachtegoed van de waldenzen is niet uniek in die zin, dat zij de enigen zouden zijn geweest die al in de 12e eeuw zich afzetten tegen de leer van de Oude Kerk. Ze zijn ook niet uniek in hun wijze van schriftuitleg of in hun opvattingen over het priesterschap aller gelovigen. Wat wél uniek is, is dat zij zich als geloofsgemeenschap hebben weten te handhaven tegen de verdrukking in. Ze zijn daarmee de oudst bekende en nog bestaande evangelicale beweging ter wereld.